# Isla Potrerito
Isla Potrerito är en ö i Mexiko. Den ligger i lagunen Laguna Mar Muerte och tillhör kommunen San Pedro Tapanatepec i delstaten Oaxaca, i den södra delen av landet. Arean är 0,77 kvadratkilometer.